# 丹尼利夫卡 (赫梅利尼茨基州)
49°54′44″N 26°27′51″E / 49.91222°N 26.46417°E
丹尼利夫卡（烏克蘭語：Данилівка），是烏克蘭的村落，位於該國西部赫梅利尼茨基州，由舍佩蒂夫卡區比洛希爾亞市鎮負責管轄，處於波爾特瓦河畔，始建於1601年，面積0.09平方公里，2001年人口333。